# مقتفی
ابو عبدالله محمد بن احمد المستظهر (عربی: أبو عبدالله محمد بن أحمد المستظهر؛ ۹ آوریل ۱۰۹۶ – ۱۲ مارس ۱۱۶۰) که بیشتر با لقب المقتفی لأمر الله شناخته می‌شود، از ۱۱۳۶ تا ۱۱۶۰ سی و یکمین خلیفه عباسی در بغداد بود. او جانشین برادرزاده‌اش راشد بالله شد که توسط سلجوقیان مجبور به کناره‌گیری از خلافت شده بود. تداوم نفاق و رقابت بین ترکان سلجوقی به المقتفی فرصت داد تا نه تنها اقتدارش را بر بغداد حفظ کند، بلکه آن را به سراسر عراق گسترش دهد.

## تولد و پیش زمینه
المقتفی در ۹ آوریل ۱۰۹۶ و با نام ابوعبدالله محمد، متولد شد او پسر خلیفه المستظهر بالله (حکومت: ۱۰۹۴–۱۱۱۸) بود. مادرش کنیزی به نام نسیم حبشی بود. پس از مرگ المستظهر بالله در ۶ اوت ۱۱۱۸، المسترشد که برادر ناتنی المقتفی بود به خلافت رسید. المسترشد (متوفی ۱۱۱۸–۱۱۳۵) شانزده سال به عنوان خلیفه حکومت کرد. سه سال پایانی حکومت المسترشد با جنگ بین او و سلطان مسعود سلجوقی گذشت. اندکی پس از محاصره دمشق، المسترشد لشکرکشی علیه سلطان مسعود سلجوقی را آغاز کرد. در ژانویه ۱۱۳۳ خلیفه در بغداد عنوان سلطان را به مسعود اعطا کرده و مشروعیت حکومت او را تأیید کرده بود. دو لشکر در نزدیکی همدان با هم روبه رو شدند. لشکریان خلیفه او را رها کردند و در نتیجه خلیفه به اسارت درآمد. خلیفه با مسعود توافق کرد که دیگر درصدد گردآوری سپاه نباشد و از دارالخلافه بیرون نرود و مبلغی نیز به عنوان غرامت بپردازد. خلیفه آماده رفتن به سمت بغداد بود اما نمایندگانی از طرف سنجر نزد سلطان مسعود آمدند و باعث تأخیر در بازگشت خلیفه به بغداد شدند. خلیفه که در خیمه تنها مانده بود در حین خواندن قرآن به قتل رسید. گمان می‌رود که او توسط قاتلان فرستاده شده از طرف حشاشیون که هیچ علاقه‌ای به خلیفه نداشتند کشته شده باشد. مورخان امروزی گمان دارند که مسعود عامل قتل خلیفه بوده‌است، هرچند ابن‌الاثیر و ابن جوزی دو مورخ مهم این دوره در این مورد اظهار نظری نکرده‌اند. از نظر جسمانی، المسترشد مردی مو قرمز با چشمان آبی و صورتی کک و مک دار بود.
در ۲۹ اوت ۱۱۳۵، راشد بالله که پسر المسترشد و جانشین او بود به خلافت رسید. راشد بالله مانند پدرش المسترشد، تلاش دیگری برای کسب استقلال نظامی (تشکیل ارتش) از سلجوقیان انجام داد. وی به انتقام قتل پدرش، به فرستاده سلطان مسعود سلجوقی که به قصد دریافت غرامت جنگی وعده داده شده توسط پدرش فرستاده شده بود، اهانت کرد و مردم را به نبرد با نماینده سلطان مسعود برانگیخت. او سپس با احضار عمادالدین زنگی و ملک داوود، قوای متحدی بر علیه مسعود به‌وجود آورد. مسعود به سوی پایتخت خلافت شتافت و آنجا را محاصره کرد. شهر بغداد که در کنار رودخانه و کانال‌های آب قرار داشت به خوبی در برابر حمله مقاومت کرد. اما در نهایت خلیفه و عماد الدین زنگی ناامید از کسب موفقیت به موصل گریختند. قدرت سلطان احیا شد سپس شورایی تشکیل شد که راشد بالله را برکنار و عموی او مقتفی را عنوان خلیفه جدید معرفی کرد. راشد بالله به اصفهان گریخت و در ژوئن ۱۱۳۸ توسط گروهی از اسماعیلیان نزاری (حشاشیون) ترور شد. به این مناسبت به مدت یک هفته در الموت جشن و شادی برگزار شد. .

## حکومت
المقتفی در ۱۷ سپتامبر ۱۱۳۶ به عنوان خلیفه معرفی شد. او توانست از درگیری داخلی سلجوقیان برای حفظ کنترل خود بر بغداد استفاده کند و به تدریج عراق را به مناطق تحت کنترل خلافت اضافه کند.
او در سال ۱۱۴۸ با گروهی از سرداران سلجوقی که علیه سلطان مسعود قیام و به بغداد لشکر کشیده بودند، جنگید و پیروز شد. به گفته برخی منابع، تلاش مشابهی در سال بعد انجام شد که بار دیگر توسط سپاهیان خلیفه ناکام گذاشته شد. المقتفی پس از مرگ مسعود در اکتبر ۱۱۵۲، و رقابت میان سران حکومت سلجوقی برای رسیدن به سلطنت، نقش فعالی ایفا کرد. چند ماه پس از مرگ مسعود، او شهرهای واسط و حله را تصرف کرد. در جنگ کسب قدرت میان سلیمان شاه برادر مسعود و برادرزاده مسعود، محمد دوم، مقتفی از سلیمان شاه حمایت کرد و از او تعهد گرفت که در عراق مداخله نکند.
اما پس از اینکه محمد، سلیمان شاه را شکست داد، به بغداد لشکرکشی کرد. خلیفه مجبور به پناه گرفتن در محله شرقی بغداد شد و محاصره بغداد (۱۱۵۷) آغاز شد. در نهایت به دلیل شورش ملکشاه سوم در همدان محاصره بغداد به اتمام رسید و به مرور زمان مقتفی روابط خود را با محمد بهبود بخشید. مقتفی در سالهای آخر عمر دو لشکرکشی بی‌نتیجه به تکریت انجام داد، اما توانست شهر لیحف (Lihf) را تصرف کرد.
خلیفه، عون الدین بن هبیره را به عنوان وزیر خود منصوب کرد، او به مدت شانزده سال و تا زمان مرگش در ۲۷ مارس ۱۱۶۵ به خلیفه خدمت کرد، معمولاً مرگ او به پزشک وی که گمان می‌رود جیره‌بگیر رقبای سیاسی او بوده باشد نسبت داده می‌شود.
در دوران خلافت او، جنگ‌های صلیبی در جریان بود و عمادالدین زنگی، اتابک موصل و بنیان‌گذار سلسله زنگیان، به عنوان یک جنگجوی شجاع و سخاوتمند به مقام بالایی دست یافت. عمادالدین زنگی زمانی که به شدت تحت فشار قرار گرفته بود درخواست کمک فوری از بغداد کرد. سلطان و خلیفه ۲۰۰۰۰ نفر را در پاسخ این درخواست فرستادند. اما در واقع نه سلجوقیان و نه خلیفه و نه حتی امرای آنها هیچ شوقی برای جنگ با صلیبیون نداشتند.
مقتفی توسط مورخان مسلمان معاصر به عنوان فردی فاضل، توانا و شجاع ستایش می‌شود. او در طول بیست و پنج سال خلافت خود، لشکرکشی‌های کوچک اما پرشماری در سراسر عراق و سوریه انجام داد.
منشور حفاظتی [امان‌نامه] که توسط مقتفی در سال ۱۱۳۹ به عبدیشوع سوم، بزرگ نسطوریان اعطا شده بود در سال ۱۹۲۶ توسط محقق آشوری آلفونس مینگانا منتشر شد.